# Claire Holt
Claire Rhiannon Holt (Brisbane, Queensland, 11 de junio de 1988) es una actriz y modelo australiana. 
Conocida por haber interpretado a Emma Gilbert en la serie juvenil H2O: Just Add Water, y por dar vida a Rebekah Mikaelson en los dramas sobrenaturales The Vampire Diaries, The Originals y Legacies.

## Primeros años
Claire Holt nació en Brisbane (Australia), a mediados de 1988. Se graduó de la escuela Stuartholme School en Toowong. La actriz está involucrada en numerosos deportes como la natación, el voleibol, el waterpolo y el Tae-Kwon-Do, en la que tiene cinturón negro. En su infancia, Holt asistió a clases de coro en su escuela.

## Carrera
Antes de empezar en el mundo de la actuación Claire apareció en campañas publicitarias para numerosas compañías como Sizzlers, Dreamworld y Queensland Lifesaving. 
Cabe destacar que en el año 2011, Claire Holt ocupó el puesto número 55 en la lista de las 100 mujeres más atractivas de la televisión en 2011 de BuddyTV. 

### 2006-2008:H2O, Just Add Water
En 2006 obtuvo el que sería su primer trabajo como actriz cuando se unió al elenco principal de la serie H2O: Just Add Water, donde interpretó hasta la segunda temporada a Emma Gilbert, una joven responsable y deportista que al llegar a una misteriosa isla por accidente se convierte en sirena junto a sus dos amigas Cleo Sertori (interpretada por Phoebe Tonkin) y Rikki Chadwick (interpretada por Cariba Heine)
La serie fue un auténtico éxito a nivel internacional siendo vendida a más de 120 países y logrando gran éxito de audiencias. Además, fue galardonada con un premio Logie y un Nickelodeon Kids Choice Awards Australia. 
En 2007, Holt obtuvo un papel principal en la película de terror The Messengers 2, secuela de la película homónima donde dio vida a Lindsey Rollins. La película fue rodada en la ciudad de Sofía, Bulgaria y fue estrenada para DVD el 21 de julio de 2009.

### 2011-2016:Pretty Little LiarsyThe Originals
En 2011 se unió al elenco de la película Mean Girls 2 donde interpretó a Chastity Meyer, una chica rubia torpe y con mucho éxito con los chicos de la escuela. Ese mismo año apareció como invitada en la serie Pretty Little Liars donde interpretó a Samara Cook.
Ese mismo año se unió al elenco de la tercera temporada de la popular serie dramática y sobrenatural The Vampire Diaries, donde interpretó a Rebekah Mikaelson, una vampiresa original y hermana de Freya, Finn, Elijah, Niklaus "Klaus", Kol y Henrik Mikaelson, hasta 2014.
En 2013 se unió al elenco principal de la serie The Originals, donde interpreta nuevamente a la vampira Rebekah Mikaelson, la serie es el spin-off de la popular serie The Vampire Diaries. En esta serie, se reencuentra con su coprotagonista en H2O: Just Add Water, Phoebe Tonkin. Claire dejó la serie el 11 de marzo de 2014 pero regresó nuevamente poco después como personaje recurrente. Un año después, estuvo vinculada a Supergirl de CBS, aunque decidió no seguir.
En 2015 se unió al elenco de la serie Aquarius, donde interpreta a Charmain Tully. A finales de octubre de 2016 se anunció que Claire se había unido al elenco de The Divorce Party, interpretando el papel de Susan.

### 2017-presente
A principios del 2017 se anunció que Claire se había unido al elenco de Irreplaceable You. En 2017, Holt coprotagonizó con Dustin Lynch el video musical Small Town Boy. Claire también formó parte del elenco principal de la serie Doomsday donde interpretaba a Kayla. En junio de 2017, se estrenó la película 47 Meters Down en la cual Claire es la protagonista (junto a Mandy Moore) con el papel de Kate. También se anunció que Claire sería parte del elenco principal de Wolf in the Wild y de Becoming.
En 2021 protagonizó la película de terror Untitled Horror Movie, donde también ejerció como productor ejecutiva.

## Vida personal
En julio de 2015, Claire Holt anunció que se había comprometido con su pareja Matt Kaplan. La pareja se casó en abril de 2016. Se divorciaron en abril de 2017.
Meses más tarde de su divorcio, Claire Holt comenzó a salir con el ejecutivo de bienes raíces Andrew Joblon y a principios de diciembre de 2017 se anunció que la pareja se había comprometido. El 5 de marzo de 2018, la actriz anunció por sus redes sociales que había sufrido un aborto espontáneo. La pareja se casó el 18 de agosto de 2018. El 11 de octubre del mismo año anunció a través de su cuenta de Instagram que estaba embarazada nuevamente. 
El 28 de marzo de 2019 nació su hijo, James Holt Joblon. En abril de 2020 confirmó su segundo embarazo. El 12 de septiembre de 2020 nació su hija, Elle Holt Joblon. En mayo de 2023 anunció su tercer embarazo durante el Festival de Cine de Cannes. En noviembre de 2023 nació su tercer hijo, Ford Holt Joblon.

## Filmografía

### Cine
| Año  | Título                          | Personaje       | Notas                        |
| ---- | ------------------------------- | --------------- | ---------------------------- |
| 2009 | The Messengers 2: The Scarecrow | Lindsey Rollins |                              |
| 2012 | Blue Like Jazz                  | Penny           |                              |
| 2017 | 47 Meters Down                  | Kate            |                              |
| 2019 | The Divorce Party               | Susan Brown     |                              |
| 2019 | A Violent Separation            | Abbey Campbell  |                              |
| 2021 | Untitled Horror Movie           | Kelly           | También productora ejecutiva |

### Televisión
| Año       | Título                | Personaje         | Notas                                                 |
| --------- | --------------------- | ----------------- | ----------------------------------------------------- |
| 2006–2008 | H2O: Just Add Water   | Emma Gilbert      | Protagonista; 52 episodios                            |
| 2011      | Mean Girls 2          | Chastity Meyer    | Película de televisión                                |
| 2011      | Pretty Little Liars   | Samara Cook       | Elenco recurrente, serie de TV Freeform (5 episodios) |
| 2011–2014 | The Vampire Diaries   | Rebekah Mikaelson | Elenco recurrente; 37 episodios                       |
| 2013–2018 | The Originals         | Rebekah Mikaelson | Elenco principal; 51 episodios                        |
| 2015–2016 | Aquarius              | Charmain Tully    | Elenco principal; 26 episodios                        |
| 2017      | Doomsday              | Kayla             | Película de televisión                                |
| 2021–2022 | Legacies              | Rebekah Mikaelson | 2 episodios                                           |
| 2023      | Based on a True Story | Escritora         | 1 episodio                                            |
| 2023      | Evergreen             | Dagny Isaacs      | Serie podcast; 9 episodios                            |

### Videos musicales
| Año  | Título           | Artista o Grupo     | Notas        |
| ---- | ---------------- | ------------------- | ------------ |
| 2014 | «We Are Done»    | The Madden Brothers | Cameo        |
| 2017 | «Small Town Boy» | Dustin Lynch        | Protagonista |

## Premios y nominaciones
| Año  | Premios            | Categoría                       | Trabajo       | Resultado |
| ---- | ------------------ | ------------------------------- | ------------- | --------- |
| 2014 | Teen Choice Awards | Mejor actriz de ciencia ficción | The Originals | Nominada  |